# Stor-Gåxsjöflotjärnen
Stor-Gåxsjöflotjärnen är en sjö i Strömsunds kommun i Jämtland och ingår i Ångermanälvens huvudavrinningsområde.